# توتفيداس شليجاس
توتفيداس شليجاس (بالليتوانية: Tautvydas Šležas)‏ مواليد 31 مارس 1990 في كاوناس، هو لاعب كرة سلة ليتواني. بدأ مسيرته الاحترافية في سنة 2006. يلعب مع سان سباستيان غيبوثكوا بي سي في الدوري الإسباني لكرة السلة الدرجة الثانية كلاعب وسط. يبلغ طوله 6 قدم 9 بوصة (2.1 م).

## المسيرة الاحترافية
لعب مع ليتوفوس رايتس من سنة 2008 إلى 2011، ثم لعب مع أوتينوس يوفنتوس في موسم 2011–2012، ثم لعب مع بلباو باسكت في الدوري الإسباني في سنة 2016، ثم لعب مع سان سباستيان غيبوثكوا بي سي في سنة 2016.

## روابط خارجية
- توتفيداس شليجاس على موقع الاتحاد الدولي لكرة السلة (الإنجليزية)
- توتفيداس شليجاس على موقع الدوري الأوروبي لكرة السلة (الإنجليزية)
- توتفيداس شليجاس على موقع كرة السلة الأوروبية.كوم (الإنجليزية)
- توتفيداس شليجاس على موقع ريلجم (الإنجليزية)
- توتفيداس شليجاس على موقع بروبوليرز (الإنجليزية)
- توتفيداس شليجاس على موقع سبورتس رفرنس (الإنجليزية)